# Olympische Jugend-Winterspiele 2020/Nordische Kombination
Bei den III. Olympischen Jugend-Winterspielen 2020 in Lausanne fanden drei Wettbewerbe im Nordische Kombination statt. Neben jeweils einem Einzelwettbewerb für Jungen und Mädchen, wurde eine Mixed-Staffel, Normalschanze / 4 × 3,3 km ausgetragen, an der auch Athleten der Skisprung- und Skilanglaufwettbewerbe teilnahmen. Zudem nahmen auch Nordische Kombinierer am Mixed Teamspringen im Skispringen teil. Austragungsort war das Centre nordique Les Tuffes in der französischen Gemeinde Prémanon, die unmittelbar an der Schweizer Grenze liegt.

## Zeitplan
| Zeitplan Nordische Kombination              | Zeitplan Nordische Kombination | Zeitplan Nordische Kombination | Zeitplan Nordische Kombination | Zeitplan Nordische Kombination | Zeitplan Nordische Kombination |
| Wettbewerbe                                 | Januar                         | Januar                         | Januar                         | Januar                         | Januar                         |
| Wettbewerbe                                 | 18.                            | 19.                            | 20.                            | 21.                            | 22.                            |
| ------------------------------------------- | ------------------------------ | ------------------------------ | ------------------------------ | ------------------------------ | ------------------------------ |
| Jungen Normalschanze / 6 km                 |                                |                                |                                |                                |                                |
| Mädchen Normalschanze / 4 km                |                                |                                |                                |                                |                                |
| Mixed-Staffel Normalschanze / 4 × 3,3 km 1) |                                |                                |                                |                                |                                |
| Entscheidungen                              | 2                              | 0                              | 0                              | 0                              | 1                              |

|  | Medaillenentscheidung |

## Bilanz

### Medaillenspiegel
| Platz  | Land        | Gold | Silber | Bronze | Gesamt |
| ------ | ----------- | ---- | ------ | ------ | ------ |
| 1      | Österreich  | 2    | 1      | –      | 3      |
| 2      | Norwegen    | 1    | –      | 1      | 2      |
| 3      | Finnland    | –    | 1      | –      | 1      |
| 3      | Japan       | –    | 1      | –      | 1      |
| 4      | Deutschland | –    | –      | 1      | 1      |
| 4      | Italien     | –    | –      | 1      | 1      |
| Gesamt | Gesamt      | 3    | 3      | 3      | 9      |

### Medaillengewinner
| Disziplin                                   | Gold | Silber                                                                                                  | Bronze                                                                                        |
| ------------------------------------------- | --- | --- | --------------------------------------------------------------------------------------------- |
| Jungen Normalschanze / 6 km                 | Stefan Rettenegger | Perttu Reponen                                                                                          | Sebastian Østvold                                                                             |
| Mädchen Normalschanze / 4 km                | Lisa Hirner | Ayane Miyazaki                                                                                          | Jenny Nowak                                                                                   |
| Mixed-Staffel Normalschanze / 4 × 3,3 km 1) | NorwegenGyda Westvold Hansen Sebastian Østvold Maria Hartz Melling Nikolai Elde Holmboe Nora Midtsundstad Iver Olaussen | ÖsterreichJohanna Bassani Severin Reiter Witta-Luisa Walcher Erik Engel Vanessa Moharitsch David Haagen | ItalienAnnika Sieff Stefano Radovan Silvia Campione Elia Barp Jessica Malsiner Mattia Galiani |

## Ergebnisse

### Jungen

#### Normalschanze / 6 km

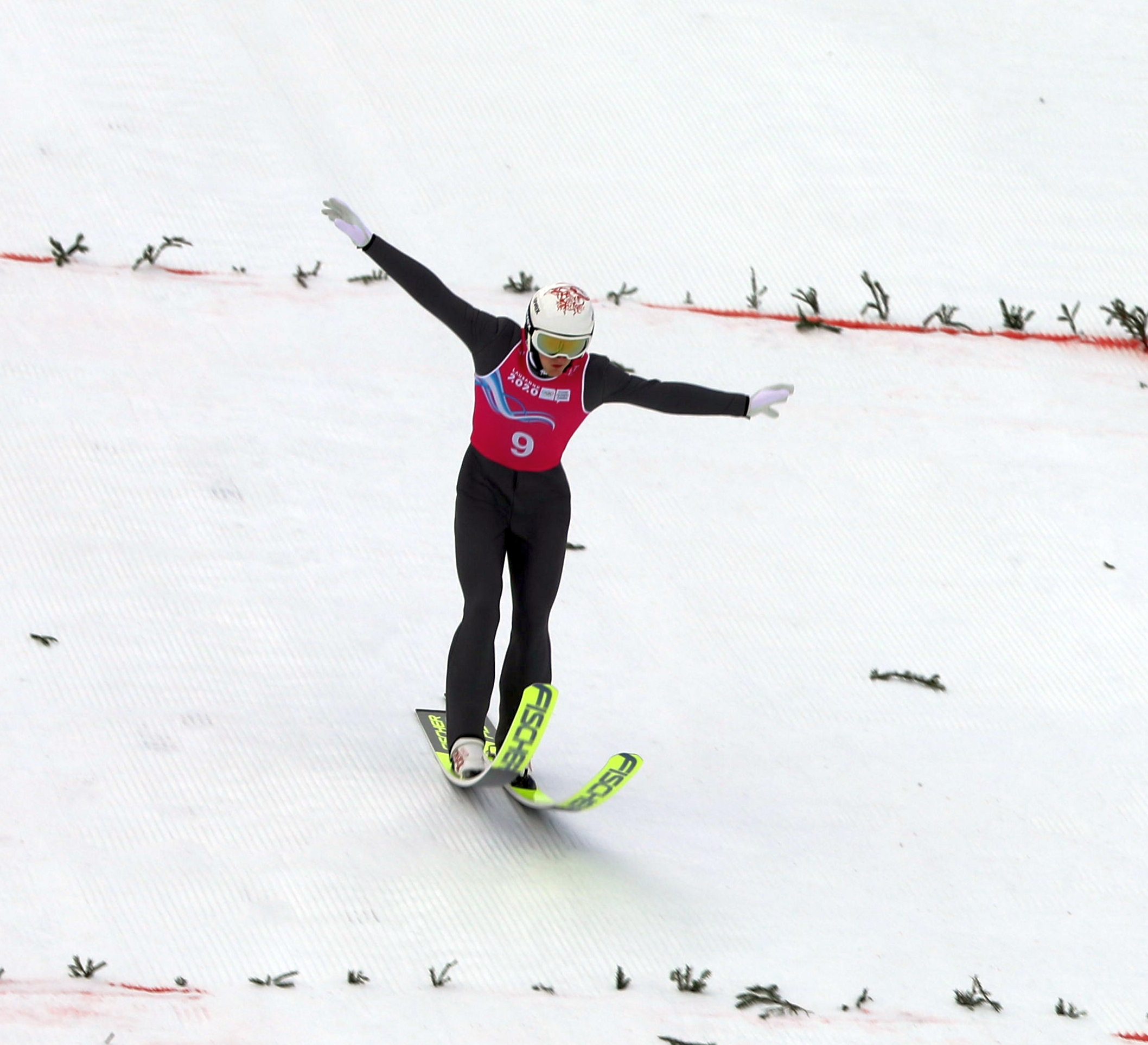
Jan Andersen bei der Landung seines Wertungssprunges

| Platz | Land | Athlet                 | Springen | Springen | Langlauf   |
| Platz | Land | Athlet                 | Punkte   | Rang     | Zeit (min) |
| ----- | ---- | ---------------------- | -------- | -------- | ---------- |
| 1     | AUT  | Stefan Rettenegger     | 120,6    | 1        | 14:45,8    |
| 2     | FIN  | Perttu Reponen         | 114,4    | 7        | 14:59,6    |
| 3     | NOR  | Sebastian Østvold      | 118,5    | 2        | 15:02,1    |
| 4     | FRA  | Mattéo Baud            | 114,7    | 5        | 15:17,3    |
| 5     | USA  | Niklas Malacinski      | 116,9    | 3        | 15:32,9    |
| 6     | ITA  | Stefano Radovan        | 110,5    | 9        | 15:33,4    |
| 7     | GER  | Jan Andersen           | 116,7    | 4        | 15:38,9    |
| 8     | FIN  | Waltteri Karhumaa      | 104,7    | 15       | 15:59,5    |
| 9     | AUT  | Severin Reiter         | 109,1    | 10       | 15:59,5    |
| 10    | GER  | Lenard Kersting        | 102,7    | 16       | 15:59,7    |
| 11    | FRA  | Marco Heinis           | 114,6    | 6        | 16:00,3    |
| 12    | NOR  | Johan Fredriksen Orset | 100,9    | 18       | 16:05,4    |
| 13    | JPN  | Yuto Nishikata         | 108,7    | 12       | 16:09,7    |
| 14    | POL  | Mateusz Jarosz         | 113,0    | 8        | 16:27,8    |
| 15    | EST  | Markkus Alter          | 109,0    | 11       | 16:40,1    |
| 16    | JPN  | Taiga Onozawa          | 108,4    | 14       | 16:49,4    |
| 17    | POL  | Bartłomiej Klimowski   | 108,7    | 12       | 16:57,2    |
| 18    | ITA  | Iacopo Bortolas        | 98,0     | 19       | 17:13,5    |
| 19    | SLO  | Matic Hladnik          | 96,9     | 20       | 17:23,6    |
| 20    | CZE  | Jan Šimek              | 94,9     | 22       | 17:26,4    |
| 21    | UKR  | Andrij Pylyptschuk     | 95,7     | 21       | 17:50,3    |
| 22    | SLO  | David Muhič            | 89,4     | 24       | 18:00,3    |
| 23    | EST  | Markus Kägu            | 101,6    | 17       | 18:03,1    |
| 24    | RUS  | Wladimir Malow         | 94,6     | 23       | 18:15,1    |
| 25    | SUI  | Nico Zarucchi          | 77,6     | 25       | 18:51,8    |
| 26    | CZE  | Lukáš Kohlberger       | 72,5     | 26       | 19:42,1    |
| 27    | KAZ  | Swjatoslaw Nasarenko   | 64,9     | 27       | 22:31,4    |
|       | UKR  | Walentyn Jaschtschuk   | DSQ      | DSQ      | DSQ        |
|       | RUS  | Kirill Awerjanow       | DSQ      | DSQ      | DSQ        |
|       | USA  | Carter Brubaker        | DNS      | DNS      | DNS        |

Datum: 18. Januar 2020, 11:30 Uhr

### Mädchen

#### Normalschanze / 4 km
| Platz | Land | Athletin                | Springen | Springen | Langlauf   |
| Platz | Land | Athletin                | Punkte   | Rang     | Zeit (min) |
| ----- | ---- | ----------------------- | -------- | -------- | ---------- |
| 1     | AUT  | Lisa Hirner             | 118,9    | 4        | 11:45,6    |
| 2     | JPN  | Ayane Miyazaki          | 120,0    | 3        | 11:48,8    |
| 3     | GER  | Jenny Nowak             | 123,4    | 2        | 11:50,3    |
| 4     | NOR  | Gyda Westvold Hansen    | 117,2    | 5        | 12:03,3    |
| 5     | GER  | Emilia Görlich          | 107,6    | 9        | 12:13,1    |
| 6     | ITA  | Annika Sieff            | 112,6    | 6        | 12:19,3    |
| 7     | NOR  | Thea Minyan Bjørseth    | 126,6    | 1        | 12:21,8    |
| 8     | AUT  | Johanna Bassani         | 110,3    | 7        | 12:22,6    |
| 9     | JPN  | Haruka Kasai            | 104,7    | 10       | 13:08,2    |
| 10    | ITA  | Daniela Dejori          | 101,6    | 11       | 13:11,6    |
| 11    | SLO  | Ema Volavšek            | 93,9     | 13       | 13:38,0    |
| 12    | SLO  | Silva Verbič            | 110,1    | 8        | 13:40,2    |
| 13    | FRA  | Emma Tréand             | 94,1     | 12       | 14:13,1    |
| 14    | USA  | Tess Arnone             | 86,7     | 15       | 14:18,0    |
| 15    | USA  | Alexa Brabec            | 88,8     | 14       | 14:18,4    |
| 16    | RUS  | Alexandra Tichonowitsch | 83,5     | 17       | 14:40,8    |
| 17    | RUS  | Diana Fedorowa          | 73,4     | 21       | 14:47,2    |
| 18    | FIN  | Annamaija Oinas         | 76,9     | 19       | 14:49,9    |
| 19    | GBR  | Mani Cooper             | 85,3     | 16       | 15:06,8    |
| 20    | EST  | Triinu Hausenberg       | 74,7     | 20       | 15:08,5    |
| 21    | FRA  | Maëla Didier            | 63,6     | 22       | 15:37,6    |
| 22    | CZE  | Tereza Koldovská        | 81,7     | 18       | 15:48,5    |
| 23    | CZE  | Jolana Hradilová        | 61,2     | 23       | 16:29,6    |

Datum: 18. Januar 2020, 10:00 Uhr (Sprunglauf), 14:00 Uhr (Langlauf)

### Mixed

#### Mixed-Staffel, Normalschanze / 4 × 3,3 km
| Platz | Athleten                                                                        | Springen                      | Springen | Langlauf                             | Langlauf |
| Platz | Athleten                                                                        | Punkte                        | Rang     | Zeit (min)                           | Rang     |
| ----- | ------------------------------------------------------------------------------- | ----------------------------- | -------- | ------------------------------------ | -------- |
| 1     | Norwegen Gyda Westvold Hansen Sebastian Østvold Nora Midtsundstad Iver Olaussen | 485,2 117,0 121,2 115,5 131,5 | 1        | 29:20,5 8:22,1 6:52,8 7:25,7 6:39,9  | 2        |
| 2     | Österreich Johanna Bassani Severin Reiter Vanessa Moharitsch David Haagen       | 476,5 114,0 115,9 110,8 135,8 | 2        | 30:27,8 8:28,5 7:04,5 7:53,5 7:01,3  | 5        |
| 3     | Italien Annika Sieff Stefano Radovan Jessica Malsiner Mattia Galiani            | 453,4 107,2 115,9 107,3 123,0 | 3        | 30:09,3 8:22,1 7:08,5 8:09,8 6:28,9  | 4        |
| 4     | Frankreich Emma Tréand Mattéo Baud Joséphine Pagnier Valentin Foubert           | 447,0 92,6 126,6 116,3 111,5  | 4        | 30:08,7 9:00,1 6:52,4 7:27,4 6:48,8  | 3        |
| 5     | Slowenien Ema Volavšek Matic Hladnik Lara Logar Jernej Presečnik                | 426,0 73,4 112,2 108,9 131,5  | 5        | 30:38,0 8:49,0 7:13,8 7:50,7 6:44,5  | 8        |
| 6     | Vereinigte Staaten Tess Arnone Niklas Malacinski Annika Belshaw Erik Belshaw    | 385,5 69,3 119,6 98,0 98,6    | 7        | 30:32,4 8:59,9 7:14,7 7:37,1 6:40,7  | 7        |
| 7     | Deutschland Emilia Görlich Lenard Kersting Anna Jäkle Finn Braun                | 313,7 101,8 117,6 94,3 0,0    | 10       | 29:09,8 8:15,1 6:44,8 7:36,0 6:33,9  | 1        |
| 8     | Finnland Annamaija Oinas Perttu Reponen Julia Tervahartiala Kasperi Valto       | 372,0 67,4 115,3 94,2 95,1    | 9        | 30:31,2 9:03,3 7:17,2 7:35,5 6:35,2  | 6        |
| 9     | Russland Alexandra Tichonowitsch Wladimir Malow Anna Schpynjowa Danil Sadrejew  | 375,8 0,0 120,7 124,6 130,5   | 8        | 31:00,9 9:03,3 7:33,7 7:35,8 6:52,3  | 9        |
| 10    | Tschechien Tereza Koldovská Jan Šimek Štěpánka Ptáčková Jiří Konvalinka         | 398,3 77,1 105,6 103,5 112,1  | 6        | 32:11,9 10:02,4 7:13,9 8:10,3 6:45,3 | 10       |

Skispringen: 22. Januar 2020, 10:00 Uhr
Skilanglauf: 22. Januar 2020, 13:30 Uhr
Beim Springen traten pro Geschlecht je ein Skispringer und ein Kombinierer an, im Skilanglauf bestand die Staffel aus einer Langläuferin, einem Langläufer und den zwei Kombinierern, die bereits beim Springen angetreten waren.